# Jacques Baud
Pour les articles homonymes, voir Baud.
Jacques Baud, né le 1er avril 1955, est un ancien colonel de l'armée suisse, analyste stratégique, spécialiste du renseignement et du terrorisme. 
Il fait l'objet de critiques pour son relais de plusieurs théories du complot, sa négation de la responsabilité du régime syrien dans plusieurs attaques chimiques et pour ses positions favorables à Vladimir Poutine, notamment via le partage de désinformation lors de l'invasion de l'Ukraine par la Russie.

## Biographie
Entre 1983 et 1990, Jacques Baud est membre du Service de renseignement stratégique suisse, en charge des forces du Pacte de Varsovie à l’est du Rideau de fer et dans le monde,. 
En 1995, en raison de sa connaissance de l’Afrique et des mines antipersonnel, il est chargé de mission, auprès du Haut Commissariat des Nations unies pour les réfugiés à Goma (alors au Zaïre), comme responsable de la Sécurité des Camps de réfugiés rwandais au Zaïre, afin de prévenir l’épuration ethnique. En 1997, il a pour mission de fonder un projet pour contribuer à la lutte contre les mines antipersonnel. Il est envoyé comme expert auprès du Service d’action contre les mines du Département des opérations de maintien de la paix des Nations unies à New York.
En 2002, il est engagé au Centre de politique de sécurité internationale (CPSI) au Département fédéral des affaires étrangères, institution suisse nouvellement créée. En 2005, les Nations unies lui demandent de diriger le premier centre de renseignement civilo-militaire et multidisciplinaire (Joint Mission Analysis Centre (JMAC)) de la Mission des Nations unies au Soudan (Khartoum). En 2009-2011, il est appelé à New York comme chef des Politiques et de la Doctrine,, auprès du Bureau des affaires militaires du Département des opérations de maintien de la paix (DOMP). Il y travaille notamment sur les opérations civilo-militaires, l’amélioration du renseignement opérationnel, l’intégration des femmes dans les opérations de maintien de la paix et la protection des civils. En 2011, il est appelé par l’Union africaine pour diriger le Département de la Recherche de l'International Peace Support Training Centre (IPSTC) à Nairobi (Kenya). À l’issue de son mandat, il est nommé chef de la lutte contre la prolifération des armes légères et contre les mines de la Division des affaires politiques et de la politique de sécurité auprès de l’OTAN, à Bruxelles.
Jacques Baud publie notamment sur le site du think tank pro-Kremlin CF2R, dirigé par Éric Dénécé,. Il fait d'ailleurs l'objet de critiques pour ses positions favorables à Vladimir Poutine, son relais de la désinformation et ses propos conspirationnistes, y compris au sein du CF2R : c'est un texte de Jacques Baud publié par le think tank, qualifié de « diatribe » « épargnant Moscou » au sujet de l'invasion de l'Ukraine par la Russie, qui pousse Christophe Gomart à quitter l'organisation.
Il est régulièrement invité à donner son avis sur les médias RT, TV Libertés et Radio Courtoisie.

## Conspirationnisme et désinformation
En 2009, Jacques Baud affirme qu’Oussama Ben Laden n’est pas impliqué dans les attentats du 11 septembre 2001 : « Aujourd’hui encore on est incapable de démontrer que Ben Laden est bien à l’origine du 11 septembre. Aujourd’hui, les Américains ne classent toujours pas les Talibans parmi les organisations terroristes et ont officiellement abandonné la chasse à Ben Laden ». Il maintient toujours cette théorie en 2016 : « Rien ne prouve qu’il a joué le moindre rôle dans l’organisation d’attentats. ». En outre, après l'élimination de Ben Laden par les forces spéciales américaines en 2011, Jacques Baud affirme dans son livre Terrorisme, mensonges politiques et stratégies fatales de l'Occident, que le chef d’Al-Qaïda était en réalité déjà prisonnier des Pakistanais depuis 2006 et que les États-Unis le savaient. 
Selon le journaliste Antoine Hasday, publié par Conspiracy Watch, un entretien de Jacques Baud donné à RT France « coche toutes les cases du conspirationnisme géopolitique »,. Ce dernier, régulièrement invité jusqu'en 2020 par les médias traditionnels suisses, est également intervenu sur la web-télévision d'extrême droite TV Libertés, ainsi qu'auparavant sur RT France. Interviewé sur cette dernière chaîne par Frédéric Taddeï en septembre 2020, il minimise notamment le bilan humain de la guerre du Darfour qu'il réduit à 2 500 morts (contre 300 000 selon l'ONU) et nie la responsabilité de l'armée syrienne dans les massacres à Homs en 2011 et dans les attaques chimiques de la Ghouta, de Khan Cheikhoun et de Douma entre 2013 et 2018. Reprenant à son compte l'argumentaire officiel du régime syrien de Bachar el-Assad, il affirme également que les photographies prises par le photographe militaire « César » ne sont pas celles d'opposants politiques morts sous la torture, mais de soldats de l'armée syrienne. Jacques Baud blanchit également la Russie en estimant que l'empoisonnement de Sergueï et Ioulia Skripal a été causé par une « intoxication alimentaire » et que l'empoisonnement d'Alexeï Navalny est probablement « le fait de la mafia ». Le journaliste Élie Guckert le classe également parmi les « acteurs bien connus de [la] désinformation ».
Par ailleurs, dans son livre Gouverner par les fake news paru en 2020, Jacques Baud affirme que l'intervention soviétique en Afghanistan en 1979 aurait eu pour but de réagir à une opération américaine de déstabilisation de l'Afghanistan, ou encore que le Hezbollah et l'Iran ne sont pas responsables des attentats de Beyrouth ayant frappé la Force multinationale de sécurité en 1983 : autant de théories dénoncées par le géopolitologue Pascal Boniface qui déplore dans ce livre de « multiples passages où l'auteur va [...] trop loin », ajoutant également que « la volonté de l'auteur de nier l'implication de Bachar [el-Assad] dans l'utilisation d'armes chimiques [...] paraît très discutable » .
Après l'invasion de l'Ukraine par la Russie en février 2022, Jacques Baud publie Poutine, maître du jeu ? L'ouvrage est accusé par des médias de « prendre la défense systématique de Vladimir Poutine ». Le journaliste Ian Hamel écrit que « pour la plupart des spécialistes de la Russie et de l’Ukraine, Jacques Baud aurait tristement sombré dans le complotisme. Certains vont jusqu’à l’accuser d’être à la solde du Kremlin ». Le journaliste Mattia Pillonel écrit quant à lui que Jacques Baud cherche à « disculper la Russie en Ukraine » et qu'il « ampute lui-même la vérité des faits qui desservent son point de vue ». Jacques Baud affirme que Vladimir Poutine n'a pas voulu conquérir l'Ukraine mais simplement la « démilitariser », ce qui est, selon le journaliste Julien Pain, un argument classique du Kremlin. Remettant en doute la responsabilité russe dans le massacre de Boutcha, Jacques Baud affirme notamment que « le massacre de Boutcha est déjà largement battu en brèche » et qu'il pourrait en réalité avoir « été planifié par les services de renseignement britanniques et mis en œuvre par le SBU ukrainien »[réf. nécessaire].
Jacques Baud rejette les accusations de conspirationnisme à son encontre en accusant ses détracteurs, qui selon lui « sont payés par l’étranger », notamment Conspiracy Watch, qui dément : « pour un ancien officier des services de renseignements, Baud est mal renseigné, Conspiracy Watch n'étant pas et n'ayant jamais été « payé par l'étranger » ».
En février 2023, Conspiracy Watch écrit qu'il « verse aussi bien dans la négation des crimes de guerre que la défense systématique de Vladimir Poutine ».

## Publications
- Encyclopédie du renseignement et des services secrets, Paris, Lavauzelle, 1997, 524 p. (ISBN 2-7025-0406-X) (rééditée et augmentée en 1998 et 2002)
- Encyclopédie des terrorismes, Paris, Lavauzelle, 1999, 270 p. (ISBN 2-7025-0449-3)
- Les forces spéciales de l'Organisation du Traité de Varsovie : 1917-2000, Paris, L'Harmattan, 2002, 219 p. (ISBN 2-7475-2266-0)
- Encyclopédie des terrorismes et violences politiques, Panazol, Lavauzelle, 2003, 752 p. (ISBN 2-7025-1135-X)
- La guerre asymétrique ou la défaite du vainqueur, Monaco, Éditions du Rocher, 2003, 212 p. (ISBN 2-268-04499-8)[33]
- Le renseignement et la lutte contre le terrorisme : stratégies et perspectives internationales, Panazol, Lavauzelle, 2005, 413 p. (ISBN 2-7025-1269-0)
- Encyclopédie des terrorismes et violences organisées, Panazol, Lavauzelle, 2009, 1278 p. (ISBN 978-2-7025-1493-1)
- Djihad : l'asymétrie entre fanatisme et incompréhension, Panazol, Lavauzelle, 2009, 185 p. (ISBN 978-2-7025-1498-6)
- Terrorisme : mensonges politiques et stratégies fatales de l'Occident, Monaco, Éditions du Rocher, 2016, 424 p. (ISBN 978-2-268-08403-9)
- Gouverner par les Fake News, Clamecy, Max Milo éditions, 2020, 399 p.  (ISBN 978-2-31500-956-5)[34]
- Poutine, maître du jeu ?, Max Milo éditions, 2022, 297 pages,  (ISBN 978-2-31501-026-4)